# Moschea di Mustafà Pascià
La moschea di Mustafà Pascià (in macedone Мустафа-пашина џамија?, in albanese Xhamia e Mustafa Pashës, in turco Mustafa Paşa Camii) è una moschea ottomana situata nel vecchio bazar di Skopje, capitale della Macedonia del Nord.

## Storia e descrizione
L'edificio sorge su una piccola altura che domina il vecchio bazar ed è una delle più grandi moschee della Macedonia. La moschea venne costruita nell'ultimo decennio del XV secolo per volontà di Çoban Mustafà Pascià, visir alla corte dei sultani Bayezid II e Selim I e fu completata nel 1492. La moschea subì gravi danni nel corso del sisma del 1963 e ha subito un importante restauro nel 2011. L'edificio presenta un corpo centrale sormontato da un'unica cupola, mentre l'ingresso è preceduto da un portico supportato da quattro colonne e sormontato da tre cupole. 
All'interno del complesso della moschea sono presenti anche una madrasa, un caravanserraglio e una türbe esagonale sormontata da una cupola danneggiata durante il terremoto del 1963. Quest'ultimo edificio ospita al suo interno il sarcofago di Umi, una delle figlie di Mustafà Pascià.